# Мостище (Козелецкий район)
Мостище (укр. Мостище, до 2016 г. — Петро́вское) — село в Козелецком районе Черниговской области Украины. Население 743 человека. Занимает площадь 3,105 км². 
Достопримечательность села — православный храм и памятник архитектуры национального значения Михайловская церковь.
Код КОАТУУ: 7422088001. Почтовый индекс: 17085. Телефонный код: +380 4646.

## Власть
Орган местного самоуправления — Петровский сельский совет. Почтовый адрес: 17085, Черниговская обл., Козелецкий р-н, с. Петровское, ул. Ленина, 7. Тел.: +380 (4646) 3-64-41; факс: 3-64-41.